# Ditranol
Ditranol (łac. dithranolum) – organiczny związek chemiczny z grupy polifenoli, jeden z najskuteczniejszych leków przeciwłuszczycowych, stosowany od ponad 90 lat.

## Mechanizm działania
Ditranol jest pochodną stosowanej wcześniej chryzarobiny, otrzymywanej z kory drzewa Andira araroba. Cechuje się on działaniem antymitotycznym; blokuje syntezę DNA i białek. Mechanizm działania w głównej mierze opiera się na łatwości, z jaką pod wpływem ditranolu powstają tlen atomowy, aniony nadtlenkowe oraz rodniki hydroksylowe. Ponadto lek wykazuje silne działanie keratoplastyczne/keratolityczne (w zależności od stężenia), bakteriobójcze, grzybobójcze i przeciwłojotokowe oraz pochłania tlen z tkanek. Wynikiem tego jest zmniejszenie podziałów komórkowych oraz powolne cofanie się zmian łuszczycowych.
Jest substancją o silnych właściwościach redukujących. Bardzo łatwo ulega rozkładowi do nieczynnych związków, dlatego stosowany jest często z kwasem salicylowym, który zmniejsza jego wrażliwość na rozkład oraz wzmacnia działanie.

## Właściwości farmakokinetyczne
Lek nie wchłania się przez nieuszkodzoną skórę, nawet zmienioną chorobowo.

## Wskazania
Jeden z podstawowych leków stosowanych w leczeniu łuszczycy. Mimo wprowadzenia na rynek wielu nowych preparatów przeciwłuszczycowych, ditranol jest nadal jednym z najskuteczniejszych, a przy tym pozbawiony jest poważniejszych działań ubocznych. Stosowany jest również w przewlekłych dermatozach złuszczających.

## Przeciwwskazania
- nadwrażliwość na ditranol lub inny składnik preparatu
- podrażnione zmiany łuszczycowe
- ostre stany łuszczycy (z erytrodermią)
- łuszczyca wysiękowa, krostowa
- okres ciąży i karmienia piersią

## Ostrzeżenia specjalne
- lek nie powinien być stosowany na podrażnione (np. rozdrapane) zmiany łuszczycowe, istnieje bowiem duże ryzyko wchłonięcia substancji czynnej i wystąpienia objawów zatrucia
- nie stosować na skórę wolną od zmian chorobowych, na skórę twarzy i głowy. Należy chronić twarz, błony śluzowe, oczy
- do aplikacji używać rękawiczek ochronnych

## Interakcje
Nie należy stosować łącznie z kortykosteroidami.

## Działania niepożądane
Występują rzadko i mają charakter przemijający. Występuje pieczenie, zaczerwienienie skóry. Lek może powodować również powstawanie brązowych plam na skórze, które można usunąć wodnym roztworem chlorku wapnia.